# Parti progressiste-conservateur du Yukon
Le Parti progressiste-conservateur du Yukon (anglais : Yukon Progressive Conservative Party) est un ancien parti politique conservateur fondé en 1978 dans le territoire canadien du Yukon. En 1991 le parti progressiste-conservateur du Yukon change de nom pour le Parti du Yukon.

## Histoire
Le Parti progressiste-conservateur du Yukon est fondé en 1978 et met Hilda Watson aux commandes. Watson, déjà membre de l'Assemblée législative du Yukon depuis 1970, devient alors la première femme au Canada à diriger un parti politique dans une élection générale. Elle n'est toutefois pas élue à l'élection yukonnaise de 1978 et démissionne, Chris Pearson la remplaçant à la tête du parti ainsi que du gouvernement. 
Lors de l'élection yukonnaise de 1985, les progressistes-conservateurs sont défaits par le NPDY, dirigé par Tony Penikett. 
En raison de l'impopularité croissante des progressistes-conservateurs au niveau fédéral, le Parti progressiste-conservateur du Yukon rompt ses relations avec ses homologues fédéraux et fonde le Parti du Yukon en 1991.

## Résultats électoraux
| Élection | # de candidats élus | % du vote populaire |
| -------- | ------------------- | ------------------- |
| 1978     | 11                  | 37,1 %              |
| 1982     | 10                  | 46,9 %              |
| 1985     | 6                   | 46,9 %              |
| 1989     | 7                   | 43,9 %              |

## Chef du parti
| Nom            | Chef      | Premier ministre |
| -------------- | --------- | ---------------- |
| Hilda Watson   | 1978      | —                |
| Chris Pearson  | 1978-1985 | 1978-1985        |
| Willard Phelps | 1985-1991 | 1985             |